# Neil Etheridge
Neil Leonard Etheridge (ur. 7 lutego 1990 w Enfield) – filipiński piłkarz grający na pozycji bramkarza w Birmingham City. Reprezentant kraju. Oprócz filipińskiego posiada również angielskie obywatelstwo.

## Dzieciństwo i młodość
Etheridge urodził się w Enfield w Londynie. Jego ojcem jest Anglik Martin Etheridge, a matką Filipinka Merlinda Dula, rodem z Tarlac. W wieku dziewięciu lat zaczął grać w piłkę nożną, początkowo grając na pozycji napastnika, zanim zaczął grać na pozycji bramkarza. Uczęszczał do Court Moor School w Fleet w Hampshire.

## Kariera klubowa

### Akademia Chelsea
Etheridge zaczął uczęszczać do Akademii Chelsea w 2003 roku. Zaczynał jako napastnik, ale ostatecznie przeszedł na grę w roli bramkarza na podstawie sugestii swojego trenera. 

### Fulham FC
Etheridge dalszą karierę zaczynał w juniorach Fulham. We wrześniu 2008 roku Etheridge podpisał kontrakt z klubem Leatherhead na cały sezon 2008-2009 i zadebiutował 20 września w przegranym 2-1 meczu z Metropolitan Police. We wrześniu 2009 roku przeszedł operację obu kolan. Do gry powrócił w styczniu 2010 roku. Pod koniec sezonu podpisał nowy jednoroczny kontrakt z Fulham, obowiązujący do lata 2011 roku. Etheridge otrzymał swoją pierwszą szansę w drużynie seniorskiej 11 września 2010 roku, kiedy to zasiadł na ławce rezerwowych jako zmiennik dla Marka Schwarzera w meczu z Wolverhampton Wanderers z powodu kontuzji bramkarza Davida Stockdale'a. W marcu 2011 roku dołączył do klubu występującego w League One Charlton Athletic, jednak wypożyczenie zostało przerwane sześć dni później. W maju przedłużył umowę, która obowiązywała do lata 2013 roku. W dniu 14 grudnia 2011 roku zadebiutował w Fulham przeciwko Odense w Lidze Europejskiej. 23 marca 2012 roku po powrocie do Fulham po grze w reprezentacji ogłoszono, że Etheridge będzie niedostępny przez resztę sezonu z powodu urazu nadgarstka. 9 maja udało mu się zagrać w ostatnim meczu sezonu w drużynie rezerw przeciwko West Bromwich Albion.
W dniu 20 września 2012 roku dołączył do Bristol Rovers w ramach jednomiesięcznego wypożyczenia. Zadebiutował przeciwko Fleetwood Town F.C. 22 września, zachowując czyste konto. 21 listopada Fulham potwierdziło, że Etheridge powrócił z wypożyczenia. 8 maja 2013 przedłużył kontrakt z Fulham F.C o rok.
22 listopada 2013 roku został wypożyczony do Crewe Alexandra. 25 lutego 2014 roku przedłużono umowę wypożyczenia do 13 kwietnia, jednak 4 kwietnia powrócił do Fulham. Pod koniec sezonu 2013/2014 Fulham zerwało z nim umowę i stał się wolnym zawodnikiem.

### Oldham
30 października 2014 roku związał się dwumiesięczną umową z Oldham Athletic. 27 listopada 2014 roku Etheridge dołączył do Charlton Athletic w ramach jednomiesięcznego wypożyczenia. Zadebiutował  dla Charltonu w dniu 26 grudnia 2014 roku, w zremisowanym 1-1 starciu z Cardiff City.

### Charlton
W dniu 5 stycznia 2015 roku Etheridge podpisał krótkoterminową umowę z Charltonem do końca sezonu 2014-15. Wraz z końcem umowy został zwolniony przez klub, nie przedłużając kontraktu.

### Walsall
2 lipca 2015 roku podpisał dwuletnią umowę z Walsall.

### Cardiff City
30 maja 2017 roku Etheridge przeniósł się do drużyny występującej w Championship - Cardiff City. Podpisał kontrakt obowiązujący przez trzy lata. Zadebiutował w zwycięskim meczu 1-0 z Burton Albion F.C. Wystąpił w 45 spotkaniach ligowych, w których zachował 19 czystych kont i wpuścił zaledwie 37 bramek. Tym samym Cardiff awansował do Premier League, a bramkarz podpisał nową umowę. 11 sierpnia 2018 roku został pierwszym w historii Filipińczykiem, który kiedykolwiek zagrał w Premier League. W tym spotkaniu obronił rzut karny wykonywany przez Calluma Wilsona, lecz to nie uchroniło drużyny przed porażką 0:2.

### Birmingham City
11 września 2020 roku podpisał kontrakt z Birmingham City obowiązujący do 30 czerwca 2024 roku. Dla klubu zadebiutował 19 września 2020 roku podczas 2. kolejki Championship, rywalizując z  Swansea City.

## Kariera reprezentacyjna
Neil Etheridge występował w reprezentacji Anglii U-16, jednak w 2008 roku zdecydował, że będzie grał dla reprezentacji Filipin. W kadrze narodowej zadebiutował w 2009 roku w meczu z Brunei.